# Running Up That Hill
〈Running Up That Hill〉은 잉글랜드의 싱어송라이터 케이트 부시의 노래이다. 1985년 8월 5일 EMI 레코드를 통해 발매하였다.

## 배경 및 작업
부시는 처음으로 영국 음반 차트 1위를 차지한 《Never for Ever》에 공동 프로듀서로 참여하였으며, 1982년에 공개한 4번째 정규 음반 《The Dreaming》부터는 홀로 프로듀서 자리를 맡았다. 하지만 당시 많은 비평가들은 《The Dreaming》이 너무 과하게 프로듀싱되었다는 혹평을 보내었고, 부시는 자신이 살았던 이스트위컴 농장 헛간 중 한 곳에 스튜디오를 설치한 뒤 다음 음반이 나오기까지 18개월 동안 대중의 시선을 피하였다. 그렇게 1983년 여름과 가을 부시와 당시 연인이자 음악가였던 델 팔머는 스튜디오에서 새로운 곡들을 만들어냈다.

## 2012년 리믹스
부시는 2012년 하계 올림픽의 폐막식의 감독을 맡았던 데이비드 아널드와 킴 개빈이 올림픽에서 공연을 해주길 바랐던 가수 중 한 명이었으며, 공연에 동의했다는 소문이 돌았다. 하지만 부시는 공연을 거절하였으며, 올림픽 주최 측은 〈Running Up That Hill〉의 리믹스를 사용하는 것으로 합의를 보았다. 노래가 사용되는 동안 무대에서는 인도계 사람들이 펀자브 지방의 전통 무용인 방그라에서 사용하는 북을 연주하고, 사람들이 303개의 상자를 무대에 올려보내면서 피라미드를 만들어내는 연출을 하였다. 미국에서 올림픽을 방영했던 방송사 NBC는 새로운 프로그램인 애니멀 프랙티스의 시간을 맞추기 위해 부시의 노래를 포함한 레이 데이비스, 뮤즈, 더 후 등의 공연이 송출되지 못하거나 지연되는 사건이 발생했다. BBC의 클레어 힐드는 〈Running Up That Hill〉이 가진 주제를 언급하며 "그 어느 때 보다도 더 높은 비율의 여성들이 참여한 올림픽"에 적합한 노래 선택이었다고 호평하였다.

부시는 올림픽에 리믹스가 사용된 것에 대해 아래와 같이 밝혔다.
저는 RUTH의 리믹스에 대한 모든 사람들의 열렬한 반응에 완전히 흥분되고 감동받았습니다. 저는 모든 올림픽 폐막식의 순간이 특별하고, 올림픽의 일부분으로 저를 선택해주신 모든 분들께 감사의 말씀을 보냅니다. 매우 큰 영광이었습니다.
노래는 폐막식에 사용된 노래를 모아 놓은 공식 사운드트랙 《A Symphony of British Music: Music for the Closing Ceremony of the London 2012 Olympic Games》에 실렸다. 폐막식 이후 리믹스 버전의 〈Running Up That Hill〉은 아이튠즈 10위 내에 순위를 올랐으며, 싱글 차트에서 6위를 기록하고, 컴필레이션 음반 《The Whole Story》는 음반 차트에서 21위까지 올라갔다. 이듬해 부시는 레코드 스토어 데이에서 한정판 10인치 픽처 디스크를 판매하였다. B면에는 1989년에 공개한 트랙 〈Walk Straight Down the Middle〉이 실렸다.

## 곡 목록
전체 작사·작곡: 케이트 부시
| #  | 제목                     | 재생 시간 |
| -- | ------------------------ | --------- |
| 1. | 〈Running Up That Hill〉 | 4:58      |
| 2. | 〈Under the Ivy〉        | 2:07      |

| #  | 제목                                        | 재생 시간 |
| -- | ------------------------------------------- | --------- |
| 1. | 〈Running Up That Hill〉 (Extended Version) | 5:43      |
| 2. | 〈Under the Ivy〉                           | 2:07      |
| 3. | 〈Running Up That Hill〉 (Instrumental)     | 4:54      |

## 참여진
크레딧은 《Hounds of Love》의 크레딧에서 발췌했다.
- 케이트 부시 – 보컬, 페어라이트 CMI
- 알란 머피 – 기타
- 델 팔머 – 베이스 기타, 린드럼 프로그래밍
- 스튜어트 엘리엇 – 드럼
- 패디 부시 – 발랄라이카

## 인증
| 국가                                                            | 인증     | 판매량/출하량 |
| --------------------------------------------------------------- | -------- | ------------- |
| 영국 (BPI) 1985년 음반 판매량                                   | 실버     | 250,000^      |
| 영국 (BPI) 2004년 이후 디지털 판매량                            | 플래티넘 | 600,000       |
| ^출하량을 기반으로 한 인증 · 판매량+스트리밍을 기반으로 한 인증 |          |               |

### 참고 자료
- 톰슨, 그레이엄 (2015년 2월 9일). 《Under the Ivy: The Life & Music of Kate Bush》 개정판. 옴니버스 프레스. ISBN 978-1-78323-392-2.
- 조바노비치, 롭 (2005년). 《Kate Bush: The Biography》. 런던: 포트레이트. ISBN 0-7499-5049-8.